# Владичански двор
Владичански, епископски или епархијски двор, је грађевина која представља званично пребивалиште архијереја (епископа, митрополита, архиепископа или патријарха).
У оквиру дате грађевине (или склопа грађевина) налазе се и радне просторије и просторије за боравак архијереја и њему најближих црквених сарадника. Владичански дворови у оквиру себе укључују и дворску капелу. У оквиру двора могу се наћи и: црквени музеј, ризница, библиотека.

## Владичански дворови Српске православне цркве
У случају Српске православне цркве подједнако се користе називи владичански двор и епархијски двор, с тим што се пребивалиште патријарха обично назива патријаршијски двор, мада суштински нема другачије одлике распореда и уређења. Данас постоје два патријаршијска двора, у Сремским Карловцима и у Београду.
Владичански и епархијски дворови у највећем броју примера се смештају уз саборне цркве митрополија и епархија. У случају неких епархија владичански дворови су средишњи манастири епархија, будући да епископи ту столују. Ово је случај махом код епархија Српске православне цркве у дијаспори, али постоје примери и у матици (нпр. Милешевска епархија).
Данашњи владичански дворови су углавном грађевине настале у последњих стотинак година, а само пар примера је везано за другу половину 18. века и прву половину 19. века. То су углавном владичански дворови на подручјима, која су некада била део Хабзбуршког царства, где су прилике биле мирније током 18. и 19. века, и, сходно томе, српска црква имућнија.

## Галерија
- Владичански двор у Новом Саду
- Владичански двор у Вршцу
- Владичански двор у Пожаревцу
- Владичански двор у Шапцу
- Владичански двор у Пакрацу[а]
- Владичански двор у Даљу[б]
- Владичански двор у Темишвару
- Владичански двор у Милтону